# Danh sách vận động viên giành huy chương Thế vận hội của Cuba
Danh sách dưới đây gồm các vận động viên Cuba đã giành được huy chương Thế vận hội. Để xem thêm các thông tin về Cuba tại Thế vận hội, nhấn vào đây.

## Danh sách vận động viên giành huy chương
| Huy chương | Tên                                                                            | Thế vận hội           | Môn thi đấu        | Nội dung                                   |
| ---------- | ------------------------------------------------------------------------------ | --------------------- | ------------------ | ------------------------------------------ |
| Vàng       | Ramón Fonst                                                                    | Paris 1900            | Đấu kiếm           | Kiếm ba cạnh (nam)                         |
| Bạc        | Ramón Fonst                                                                    | Paris 1900            | Đấu kiếm           | Kiếm ba cạnh nghiệp dư-chuyên nghiệp (nam) |
| Vàng       | Ramón Fonst                                                                    | St. Louis 1904        | Đấu kiếm           | Kiếm ba cạnh (nam)                         |
| Vàng       | Ramón Fonst                                                                    | St. Louis 1904        | Đấu kiếm           | Kiếm liễu (nam)                            |
| Vàng       | Ramón Fonst Albertson Van Zo Post Manuel Díaz                                  | St. Louis 1904        | Đấu kiếm           | Kiếm liễu đồng đội (nam)                   |
| Bạc        | Manuel Díaz                                                                    | St. Louis 1904        | Đấu kiếm           | Kiếm chém (nam)                            |
| Bạc        | Albertson Van Zo Post                                                          | St. Louis 1904        | Đấu kiếm           | Độc kiếm (nam)                             |
| Bạc        | Charles Tatham                                                                 | St. Louis 1904        | Đấu kiếm           | Kiếm ba cạnh (nam)                         |
| Bạc        | Albertson Van Zo Post                                                          | St. Louis 1904        | Đấu kiếm           | Kiếm liễu (nam)                            |
| Đồng       | Charles Tatham                                                                 | St. Louis 1904        | Đấu kiếm           | Kiếm liễu (nam)                            |
| Đồng       | Albertson Van Zo Post                                                          | St. Louis 1904        | Đấu kiếm           | Kiếm ba cạnh (nam)                         |
| Đồng       | Albertson Van Zo Post                                                          | St. Louis 1904        | Đấu kiếm           | Kiếm chém (nam)                            |
| Bạc        | Carlos de Cárdenas                                                             | Luân Đôn 1948         | Thuyền buồm        | Thuyền Sao (nam)                           |
| Bạc        | Enrique Figuerola                                                              | Tokyo 1964            | Điền kinh          | 100 mét (nam)                              |
| Bạc        | Enrique Figuerola Pablo Montes Juan Morales Hermes Ramirez                     | Thành phố México 1968 | Điền kinh          | 4x100 mét tiếp sức (nam)                   |
| Bạc        | Miguelina Cobián Marlene Elejarde Violetta Quesada Fulgencia Romay             | Thành phố México 1968 | Điền kinh          | 4x100 mét tiếp sức (nữ)                    |
| Bạc        | Rolando Garbey                                                                 | Thành phố México 1968 | Quyền Anh          | Hạng dưới trung (nam)                      |
| Bạc        | Enrique Regüeiferos                                                            | Thành phố México 1968 | Quyền Anh          | Hạng dưới bán trung (nam)                  |
| Vàng       | Orlando Martínez                                                               | München 1972          | Quyền Anh          | Hạng gà (nam)                              |
| Vàng       | Emilio Correa                                                                  | München 1972          | Quyền Anh          | Hạng bán trung (nam)                       |
| Vàng       | Teófilo Stevenson                                                              | München 1972          | Quyền Anh          | Hạng nặng (nam)                            |
| Bạc        | Gilberto Carrillo                                                              | München 1972          | Quyền Anh          | Hạng dưới nặng (nam)                       |
| Đồng       | Silvia Chivás                                                                  | München 1972          | Điền kinh          | 100 mét (nữ)                               |
| Đồng       | Silvia Chivás Marlene Elejarde Fulgencia Romay Carmen Valdés                   | München 1972          | Điền kinh          | 4x100 mét tiếp sức (nữ)                    |
| Đồng       | Đội bóng rổ nam                                                                | München 1972          | Bóng rổ            | Nam                                        |
| Đồng       | Douglas Rodríguez                                                              | München 1972          | Quyền Anh          | Hạng ruồi (nam)                            |
| Vàng       | Alberto Juantorena                                                             | Montréal 1976         | Điền kinh          | 400 mét (nam)                              |
| Vàng       | Alberto Juantorena                                                             | Montréal 1976         | Điền kinh          | 800 mét (nam)                              |
| Vàng       | Ángel Herrera                                                                  | Montréal 1976         | Quyền Anh          | Hạng lông (nam)                            |
| Vàng       | Teófilo Stevenson                                                              | Montréal 1976         | Quyền Anh          | Hạng nặng (nam)                            |
| Vàng       | Jorge Hernández                                                                | Montréal 1976         | Quyền Anh          | Hạng dưới ruồi (nam)                       |
| Vàng       | Héctor Rodríguez                                                               | Montréal 1976         | Judo               | Hạng nhẹ (nam)                             |
| Bạc        | Alejandro Casañas                                                              | Montréal 1976         | Điền kinh          | Vượt rào 110m (nam)                        |
| Bạc        | Ramón Duvalón                                                                  | Montréal 1976         | Quyền Anh          | Hạng ruồi (nam)                            |
| Bạc        | Sixto Soria                                                                    | Montréal 1976         | Quyền Anh          | Hạng dưới nặng (nam)                       |
| Bạc        | Andrés Aldama                                                                  | Montréal 1976         | Quyền Anh          | Hạng dưới bán trung (nam)                  |
| Đồng       | Rolando Garbey                                                                 | Montréal 1976         | Quyền Anh          | Hạng dưới trung (nam)                      |
| Đồng       | Luis Martínez                                                                  | Montréal 1976         | Quyền Anh          | Hạng trung (nam)                           |
| Đồng       | Đội bóng chuyền nam                                                            | Montréal 1976         | Bóng chuyền        | Nam                                        |
| Vàng       | María Caridad Colón                                                            | Moskva 1980           | Điền kinh          | Ném lao (nữ)                               |
| Vàng       | Juan Hernández                                                                 | Moskva 1980           | Quyền Anh          | Hạng gà (nam)                              |
| Vàng       | Teófilo Stevenson                                                              | Moskva 1980           | Quyền Anh          | Hạng nặng (nam)                            |
| Vàng       | Armando Martínez                                                               | Moskva 1980           | Quyền Anh          | Hạng dưới trung (nam)                      |
| Vàng       | Ángel Herrera                                                                  | Moskva 1980           | Quyền Anh          | Hạng nhẹ (nam)                             |
| Vàng       | José Gómez                                                                     | Moskva 1980           | Quyền Anh          | Hạng trung (nam)                           |
| Vàng       | Andrés Aldama                                                                  | Moskva 1980           | Quyền Anh          | Hạng bán trung (nam)                       |
| Vàng       | Daniel Núñez                                                                   | Moskva 1980           | Cử tạ              | Hạng gà (-56 kg, nam)                      |
| Bạc        | Silvio Leonard                                                                 | Moskva 1980           | Điền kinh          | 100 mét (nam)                              |
| Bạc        | Alejandro Casañas                                                              | Moskva 1980           | Điền kinh          | 110 mét (nam)                              |
| Bạc        | Adolfo Horta                                                                   | Moskva 1980           | Quyền Anh          | Hạng lông (nam)                            |
| Bạc        | Hipólito Ramos                                                                 | Moskva 1980           | Quyền Anh          | Hạng dưới ruồi (nam)                       |
| Bạc        | Jose Rodríguez                                                                 | Moskva 1980           | Judo               | Hạng trên nhẹ (60 kg, nam)                 |
| Bạc        | Juan Ferrer                                                                    | Moskva 1980           | Judo               | Hạng bán trung (78 kg, nam)                |
| Bạc        | Isaac Azcuy                                                                    | Moskva 1980           | Judo               | Hạng trung (86 kg, nam)                    |
| Đồng       | Luis Delis                                                                     | Moskva 1980           | Điền kinh          | Ném đĩa (nam)                              |
| Đồng       | Ricardo Rojas                                                                  | Moskva 1980           | Quyền Anh          | Hạng dưới nặng (nam)                       |
| Đồng       | José Aguilar                                                                   | Moskva 1980           | Quyền Anh          | Hạng dưới bán trung (nam)                  |
| Đồng       | Roberto Castrillo                                                              | Moskva 1980           | Bắn súng           | Hai đĩa chéo (nam)                         |
| Đồng       | Alberto Blanco                                                                 | Moskva 1980           | Cử tạ              | Hạng cân 100 kg (nam)                      |
| Vàng       | Javier Sotomayor                                                               | Barcelona 1992        | Điền kinh          | Nhảy cao (nam)                             |
| Vàng       | Maritza Martén                                                                 | Barcelona 1992        | Điền kinh          | Ném đĩa (nữ)                               |
| Vàng       | Đội tuyển bóng chày quốc gia Cuba                                              | Barcelona 1992        | Bóng chày          | Bóng chày                                  |
| Vàng       | Joel Casamayor                                                                 | Barcelona 1992        | Quyền Anh          | Hạng gà (nam)                              |
| Vàng       | Félix Savón                                                                    | Barcelona 1992        | Quyền Anh          | Hạng nặng (nam)                            |
| Vàng       | Rogelio Marcelo                                                                | Barcelona 1992        | Quyền Anh          | Hạng dưới ruồi (nam)                       |
| Vàng       | Juan Carlos Lemus                                                              | Barcelona 1992        | Quyền Anh          | Hạng dưới trung (nam)                      |
| Vàng       | Héctor Vinent                                                                  | Barcelona 1992        | Quyền Anh          | Hạng dưới bán trung (nam)                  |
| Vàng       | Ariel Hernández                                                                | Barcelona 1992        | Quyền Anh          | Hạng trung (nam)                           |
| Vàng       | Roberto Balado                                                                 | Barcelona 1992        | Quyền Anh          | Hạng siêu nặng (nam)                       |
| Vàng       | Odalis Revé                                                                    | Barcelona 1992        | Judo               | Hạng trung (66 kg, nữ)                     |
| Vàng       | Đội bóng chuyền nữ                                                             | Barcelona 1992        | Bóng chuyền        | Nữ                                         |
| Vàng       | Héctor Milián                                                                  | Barcelona 1992        | Đấu vật (cổ điển)  | Hạng dưới nặng (nam)                       |
| Vàng       | Alejandro Puerto                                                               | Barcelona 1992        | Đấu vật (tự do)    | Hạng gà (57 kg, nam)                       |
| Bạc        | Roberto Hernández Héctor Herrera Lázaro Martínez Norberto Téllez               | Barcelona 1992        | Điền kinh          | 4x400 mét tiếp sức (nam)                   |
| Bạc        | Raúl González                                                                  | Barcelona 1992        | Quyền Anh          | Hạng ruồi (nam)                            |
| Vàng       | Juan Hernández                                                                 | Barcelona 1992        | Quyền Anh          | Hạng bán trung (nam)                       |
| Bạc        | Guillermo Betancourt Tulio Díaz Hermenegildo García Oscar García Elvis Gregory | Barcelona 1992        | Đấu kiếm           | Kiếm liễu đồng đội (nam)                   |
| Bạc        | Estela Rodríguez                                                               | Barcelona 1992        | Judo               | Hạng nặng (nữ)                             |
| Bạc        | Pablo Lara                                                                     | Barcelona 1992        | Cử tạ              | Hạng trung (75 kg, nam)                    |
| Đồng       | Jorge Aguilera Joel Isasi Joel Lamela Andrés Simón                             | Barcelona 1992        | Điền kinh          | 4x100 mét tiếp sức (nam)                   |
| Đồng       | Roberto Moya                                                                   | Barcelona 1992        | Điền kinh          | Ném đĩa (nam)                              |
| Đồng       | Ana Fidelia Quirot                                                             | Barcelona 1992        | Điền kinh          | 800 mét (nữ)                               |
| Đồng       | Ioamnet Quintero                                                               | Barcelona 1992        | Điền kinh          | Nhảy cao (nữ)                              |
| Đồng       | Elvis Gregory                                                                  | Barcelona 1992        | Đấu kiếm           | Kiếm liễu (nam)                            |
| Đồng       | Israel Hernández                                                               | Barcelona 1992        | Judo               | Hạng bán nhẹ (65 kg, nam)                  |
| Đồng       | Amarilis Savón                                                                 | Barcelona 1992        | Judo               | hạng trên nhẹ (48 kg, nữ)                  |
| Đồng       | Driulis González                                                               | Barcelona 1992        | Judo               | Hạng nhẹ (56 kg, nữ)                       |
| Đồng       | Wilber Sánchez                                                                 | Barcelona 1992        | Đấu vật (cổ điển)  | Hạng dưới ruồi (nam)                       |
| Đồng       | Juan Marén                                                                     | Barcelona 1992        | Đấu vật (cổ điển)  | Hạng lông (nam)                            |
| Đồng       | Lázaro Reinoso                                                                 | Barcelona 1992        | Đấu vật (tự do)    | Hạng lông (62 kg, nam)                     |
| Vàng       | Đội tuyển bóng chày quốc gia Cuba                                              | Atlanta 1996          | Bóng chày          | Bóng chày                                  |
| Vàng       | Maikro Romero                                                                  | Atlanta 1996          | Quyền Anh          | Hạng ruồi (nam)                            |
| Vàng       | Félix Savón                                                                    | Atlanta 1996          | Quyền Anh          | Hạng nặng (nam)                            |
| Vàng       | Héctor Vinent                                                                  | Atlanta 1996          | Quyền Anh          | Hạng dưới bán trung (nam)                  |
| Vàng       | Ariel Hernández                                                                | Atlanta 1996          | Quyền Anh          | Hạng trung (nam)                           |
| Vàng       | Driulis González                                                               | Atlanta 1996          | Judo               | Hạng nhẹ (56 kg, nữ)                       |
| Vàng       | Đội bóng chuyền nữ                                                             | Atlanta 1996          | Bóng chuyền        | Nữ                                         |
| Vàng       | Pablo Lara                                                                     | Atlanta 1996          | Cử tạ              | Hạng trung (76 kg, nam)                    |
| Vàng       | Feliberto Ascuy                                                                | Atlanta 1996          | Đấu vật (cổ điển)  | Hạng bán trung (74 kg, nam)                |
| Bạc        | Ana Fidelia Quirot                                                             | Atlanta 1996          | Điền kinh          | 800 mét (nữ)                               |
| Bạc        | Arnaldo Mesa                                                                   | Atlanta 1996          | Quyền Anh          | Hạng gà (nam)                              |
| Bạc        | Alfredo Duvergel                                                               | Atlanta 1996          | Quyền Anh          | Hạng trung (nam)                           |
| Bạc        | Juan Hernández Sierra                                                          | Atlanta 1996          | Quyền Anh          | Hạng bán trung (nam)                       |
| Bạc        | Iván Trevejo                                                                   | Atlanta 1996          | Đấu kiếm           | Kiếm ba cạnh (nam)                         |
| Bạc        | Estela Rodríguez                                                               | Atlanta 1996          | Judo               | Hạng nặng (nữ)                             |
| Bạc        | Rodolfo Falcón                                                                 | Atlanta 1996          | Bơi lội            | Bơi ngửa 100m (nam)                        |
| Bạc        | Juan Marén                                                                     | Atlanta 1996          | Đấu vật (cổ điển)  | Hạng lông (62 kg, nam)                     |
| Đồng       | Yoelbi Quesada                                                                 | Atlanta 1996          | Điền kinh          | Nhảy xa ba bước (nam)                      |
| Đồng       | Oscar García Elvis Gregory Rolando Tucker                                      | Atlanta 1996          | Đấu kiếm           | Kiếm liễu đồng đội (nam)                   |
| Đồng       | Israel Hernández                                                               | Atlanta 1996          | Judo               | Hạng bán nhẹ (65 kg, nam)                  |
| Đồng       | Amarilis Savón                                                                 | Atlanta 1996          | Judo               | Hạng trên nhẹ (48 kg, nữ)                  |
| Đồng       | Legna Verdecia                                                                 | Atlanta 1996          | Judo               | Hạng bán nhẹ (52 kg, nữ)                   |
| Đồng       | Diadenis Luna                                                                  | Atlanta 1996          | Judo               | Hạng bán nặng (72 kg, nữ)                  |
| Đồng       | Neisser Bent                                                                   | Atlanta 1996          | Bơi lội            | Bơi ngửa 100m (nam)                        |
| Đồng       | Alexis Vila                                                                    | Atlanta 1996          | Đấu vật (tự do)    | Hạng cân 48 kg (nam)                       |
| Vàng       | Anier García                                                                   | Sydney 2000           | Điền kinh          | Vượt rào 110m (nam)                        |
| Vàng       | Iván Pedroso                                                                   | Sydney 2000           | Điền kinh          | Nhảy xa (nam)                              |
| Vàng       | Guillermo Rigondeaux                                                           | Sydney 2000           | Quyền Anh          | Hạng gà (nam)                              |
| Vàng       | Félix Savón                                                                    | Sydney 2000           | Quyền Anh          | Hạng nặng (nam)                            |
| Vàng       | Mario Kindelán                                                                 | Sydney 2000           | Quyền Anh          | Hạng nhẹ (nam)                             |
| Vàng       | Jorge Gutiérrez                                                                | Sydney 2000           | Quyền Anh          | Hạng trung (nam)                           |
| Vàng       | Legna Verdecia                                                                 | Sydney 2000           | Judo               | Hạng cân 52 kg (nữ)                        |
| Vàng       | Sibelis Veranes                                                                | Sydney 2000           | Judo               | Hạng cân 70 kg (nữ)                        |
| Vàng       | Ángel Matos                                                                    | Sydney 2000           | Taekwondo          | Hạng cân 80 kg (nam)                       |
| Vàng       | Đội bóng chuyền nữ                                                             | Sydney 2000           | Bóng chuyền        | Nữ                                         |
| Vàng       | Filiberto Azcuy                                                                | Sydney 2000           | Đấu vật (cổ điển)  | Vật cổ điển (nam)                          |
| Bạc        | Đội tuyển bóng chày quốc gia Cuba                                              | Sydney 2000           | Bóng chày          | Bóng chày                                  |
| Bạc        | Ledis Balceiro                                                                 | Sydney 2000           | Canoeing           | C-1 1000m (nam)                            |
| Bạc        | Leobaldo Pereira Ibrahim Rojas                                                 | Sydney 2000           | Canoeing           | C-2 1000m (nam)                            |
| Bạc        | Driulis González                                                               | Sydney 2000           | Judo               | Hạng cân 57 kg (nữ)                        |
| Bạc        | Daima Beltrán                                                                  | Sydney 2000           | Judo               | Hạng cân +78 kg (nữ)                       |
| Bạc        | Urbia Melendez                                                                 | Sydney 2000           | Taekwondo          | Hạng cân 49 kg (nữ)                        |
| Bạc        | Yoel Romero                                                                    | Sydney 2000           | Đấu vật (tự do)    | Hạng cân 85 kg (nam)                       |
| Bạc        | Lázaro Rivas                                                                   | Sydney 2000           | Đấu vật (cổ điển)  | Hạng cân 54 kg (nam)                       |
| Bạc        | Juan Marén                                                                     | Sydney 2000           | Đấu vật (cổ điển)  | Hạng cân 63 kg (nam)                       |
| Đồng       | José Ángel César Iván García Freddy Mayola Luis Alberto Pérez-Rionda           | Sydney 2000           | Điền kinh          | 4 × 100 m (nam)                            |
| Đồng       | Osleidys Menéndez                                                              | Sydney 2000           | Điền kinh          | Ném lao (nữ)                               |
| Đồng       | Maikro Romero                                                                  | Sydney 2000           | Quyền Anh          | Hạng dưới ruồi (nam)                       |
| Đồng       | Diógenes Luña                                                                  | Sydney 2000           | Quyền Anh          | Hạng dưới bán trung (nam)                  |
| Đồng       | Nelson Loyola Carlos Pedroso Iván Trevejo                                      | Sydney 2000           | Đấu kiếm           | Kiếm ba cạnh đồng đội (nam)                |
| Đồng       | Manolo Poulot                                                                  | Sydney 2000           | Judo               | Hạng cân 60 kg (nam)                       |
| Đồng       | Alexis Rodríguez                                                               | Sydney 2000           | Đấu vật (tự do)    | Hạng cân 130 kg (nam)                      |
| Vàng       | Osleidys Menéndez                                                              | Athens 2004           | Điền kinh          | Ném lao (nữ)                               |
| Vàng       | Yumileidi Cumba                                                                | Athens 2004           | Điền kinh          | Đẩy tạ (nữ)                                |
| Vàng       | Guillermo Rigondeaux Ortiz                                                     | Athens 2004           | Quyền Anh          | Hạng gà (nam)                              |
| Vàng       | Yuriorkis Gamboa Toledano                                                      | Athens 2004           | Quyền Anh          | Hạng ruồi (nam)                            |
| Vàng       | Odlanier Solís Fonte                                                           | Athens 2004           | Quyền Anh          | Hạng nặng (nam)                            |
| Vàng       | Yan Bhartelemy Varela                                                          | Athens 2004           | Quyền Anh          | Hạng dưới ruồi (nam)                       |
| Vàng       | Mario Cesar Kindelan Mesa                                                      | Athens 2004           | Quyền Anh          | Hạng nhẹ (nam)                             |
| Vàng       | Yandro Miguel Quintana                                                         | Athens 2004           | Đấu vật (tự do)    | Hạng cân 55–60 kg (nam)                    |
| Bạc        | Yipsi Moreno                                                                   | Athens 2004           | Điền kinh          | Ném búa (nữ)                               |
| Bạc        | Yudel Johnson Cedeno                                                           | Athens 2004           | Quyền Anh          | Hạng dưới bán trung (nam)                  |
| Bạc        | Lorenzo Aragon Armenteros                                                      | Athens 2004           | Quyền Anh          | Hạng bán trung (nam)                       |
| Bạc        | Ledis Frank Balceiro Pajon Ibrahim Rojas Blanco                                | Athens 2004           | Canoeing           | C-2 500m (nam)                             |
| Bạc        | Daima Mayelis Beltran                                                          | Athens 2004           | Judo               | Hạng nặng (nữ)                             |
| Bạc        | Yanelis Yuliet Labrada Diaz                                                    | Athens 2004           | Taekwondo          | Hạng cân -49 kg (nữ)                       |
| Bạc        | Roberto Monzon                                                                 | Athens 2004           | Đấu vật (cổ điển)  | Hạng cân 55–60 kg (nam)                    |
| Đồng       | Đội bóng chuyền nữ                                                             | Athens 2004           | Bóng chuyền        | Nữ                                         |
| Đồng       | Anier García                                                                   | Athens 2004           | Điền kinh          | Vượt rào 110m (nam)                        |
| Đồng       | Yunaika Crawford                                                               | Athens 2004           | Điền kinh          | Ném búa (nữ)                               |
| Đồng       | Michel Lopez Nunez                                                             | Athens 2004           | Quyền Anh          | Hạng siêu nặng (nam)                       |
| Đồng       | Yordanis Arencibia                                                             | Athens 2004           | Judo               | Hạng bán nhẹ (nam)                         |
| Đồng       | Yurisel Laborde                                                                | Athens 2004           | Judo               | Hạng bán nặng (nữ)                         |
| Đồng       | Amarilys Savon                                                                 | Athens 2004           | Judo               | Hạng bán nhẹ (nữ)                          |
| Đồng       | Driulys González                                                               | Athens 2004           | Judo               | Hạng bán trung (nữ)                        |
| Đồng       | Yurisleidy Lupetey                                                             | Athens 2004           | Judo               | Hạng nhẹ (nữ)                              |
| Đồng       | Juan Miguel Rodríguez                                                          | Athens 2004           | Bắn súng           | Hai đĩa chéo nam (125 mục tiêu)            |
| Đồng       | Iván Fundora                                                                   | Athens 2004           | Đấu vật (tự do)    | Hạng cân 66–74 kg (nam)                    |
| Vàng       | Dayron Robles                                                                  | Bắc Kinh 2008         | Điền kinh          | Vượt rào 110m (nam)                        |
| Vàng       | Mijail López                                                                   | Bắc Kinh 2008         | Đấu vật (cổ điển)  | Hạng cân 120 kg (nam)                      |
| Vàng       | Yipsi Moreno                                                                   | Bắc Kinh 2008         | Điền kinh          | Ném búa (nữ)                               |
| Bạc        | Misleydis González                                                             | Bắc Kinh 2008         | Điền kinh          | Đẩy tạ (nữ)                                |
| Bạc        | Đội tuyển bóng chày quốc gia Cuba                                              | Bắc Kinh 2008         | Bóng chày          | Bóng chày                                  |
| Bạc        | Yankiel León                                                                   | Bắc Kinh 2008         | Quyền Anh          | Hạng gà (nam)                              |
| Bạc        | Andry Laffita                                                                  | Bắc Kinh 2008         | Quyền Anh          | Hạng ruồi (nam)                            |
| Bạc        | Emilio Correa Bayeaux                                                          | Bắc Kinh 2008         | Quyền Anh          | Hạng trung (nam)                           |
| Bạc        | Carlos Banteux                                                                 | Bắc Kinh 2008         | Quyền Anh          | Hạng bán trung (nam)                       |
| Bạc        | Yoanka González                                                                | Bắc Kinh 2008         | Xe đạp (lòng chảo) | Chạy vòng tính điểm (nữ)                   |
| Bạc        | Yanet Bermoy                                                                   | Bắc Kinh 2008         | Judo               | Hạng cân -48 kg (nữ)                       |
| Bạc        | Anaysi Hernández                                                               | Bắc Kinh 2008         | Judo               | Hạng cân -70 kg (nữ)                       |
| Bạc        | Yalennis Castillo                                                              | Bắc Kinh 2008         | Judo               | Hạng cân -78 kg (nữ)                       |
| Đồng       | Ibrahim Camejo                                                                 | Bắc Kinh 2008         | Điền kinh          | Nhảy xa (nam)                              |
| Đồng       | Leonel Suárez                                                                  | Bắc Kinh 2008         | Điền kinh          | Mười môn phối hợp (nam)                    |
| Đồng       | Yampier Hernández                                                              | Bắc Kinh 2008         | Quyền Anh          | Hạng dưới ruồi (nam)                       |
| Đồng       | Yordenis Ugás                                                                  | Bắc Kinh 2008         | Quyền Anh          | Hạng nhẹ (nam)                             |
| Đồng       | Osmai Acosta Duarte                                                            | Bắc Kinh 2008         | Quyền Anh          | Hạng nặng (nam)                            |
| Đồng       | Roniel Iglesias                                                                | Bắc Kinh 2008         | Quyền Anh          | Hạng dưới bán trung (nam)                  |
| Đồng       | Yordanis Arencibia                                                             | Bắc Kinh 2008         | Judo               | Hạng cân -66 kg (nam)                      |
| Đồng       | Óscar Brayson                                                                  | Bắc Kinh 2008         | Judo               | Hạng cân +100 kg (nam)                     |
| Đồng       | Idalys Ortiz                                                                   | Bắc Kinh 2008         | Judo               | Hạng cân +78 kg (nữ)                       |
| Đồng       | Eglis Yaima Cruz                                                               | Bắc Kinh 2008         | Bắn súng           | 50m súng trường 3 tư thế (nữ)              |
| Đồng       | Daynellis Montejo                                                              | Bắc Kinh 2008         | Taekwondo          | Hạng cân 49 kg (nữ)                        |
| Đồng       | Michel Batista                                                                 | Bắc Kinh 2008         | Đấu vật (tự do)    | Hạng cân 96 kg (nam)                       |
| Đồng       | Yordanis Borrero                                                               | Bắc Kinh 2008         | Cử tạ              | Hạng cân 69 kg (nam)                       |
| Đồng       | Jadier Valladares                                                              | Bắc Kinh 2008         | Cử tạ              | Hạng cân 85 kg (nam)                       |
| Đồng       | Yoandry Hernández                                                              | Bắc Kinh 2008         | Cử tạ              | Hạng cân 94 kg (nam)                       |
| Đồng       | Disney Rodríguez                                                               | Bắc Kinh 2008         | Đấu vật (tự do)    | Hạng cân 120 kg (nam)                      |
| Vàng       | Robeisy Ramírez                                                                | Luân Đôn 2012         | Quyền Anh          | Hạng ruồi (nam)                            |
| Vàng       | Roniel Iglesias                                                                | Luân Đôn 2012         | Quyền Anh          | Hạng nhẹ (nam)                             |
| Vàng       | Idalys Ortiz                                                                   | Luân Đôn 2012         | Judo               | Hạng cân +78 kg (nữ)                       |
| Vàng       | Leuris Pupo                                                                    | Luân Đôn 2012         | Bắn súng           | 25m súng ngắn bắn nhanh (nam)              |
| Vàng       | Mijail López                                                                   | Luân Đôn 2012         | Đấu vật (cổ điển)  | Hạng cân 120 kg (nam)                      |
| Bạc        | Yarisley Silva                                                                 | Luân Đôn 2012         | Điền kinh          | Nhảy sào (nữ)                              |
| Bạc        | Asley González                                                                 | Luân Đôn 2012         | Judo               | Hạng cân -90 kg (nam)                      |
| Bạc        | Yanet Bermoy                                                                   | Luân Đôn 2012         | Judo               | Hạng cân -52 kg (nữ)                       |
| Đồng       | Leonel Suárez                                                                  | Luân Đôn 2012         | Điền kinh          | Mười môn phối hợp (nam)                    |
| Đồng       | Yarelys Barrios                                                                | Luân Đôn 2012         | Điền kinh          | Ném đĩa (nữ)                               |
| Đồng       | Lázaro Álvarez                                                                 | Luân Đôn 2012         | Quyền Anh          | Hạng gà (nam)                              |
| Đồng       | Yasniel Toledo                                                                 | Luân Đôn 2012         | Quyền Anh          | Hạng nhẹ (nam)                             |
| Đồng       | Robelis Despaigne                                                              | Luân Đôn 2012         | Taekwondo          | Hạng cân +80 kg (nam)                      |
| Đồng       | Iván Cambar                                                                    | Luân Đôn 2012         | Cử tạ              | Hạng cân 77 kg (nam)                       |
| Đồng       | Liván López                                                                    | Luân Đôn 2012         | Đấu vật (tự do)    | Hạng cân 66 kg (nam)                       |
| Vàng       | Robeisy Ramírez                                                                | Rio de Janeiro 2016   | Quyền Anh          | Hạng gà (nam)                              |
| Vàng       | Julio César La Cruz                                                            | Rio de Janeiro 2016   | Quyền Anh          | Hạng dưới nặng (nam)                       |
| Vàng       | Arlen López                                                                    | Rio de Janeiro 2016   | Quyền Anh          | Hạng trung (nam)                           |
| Vàng       | Ismael Borrero                                                                 | Rio de Janeiro 2016   | Đấu vật (cổ điển)  | Hạng cân 59 kg (nam)                       |
| Vàng       | Mijaín López                                                                   | Rio de Janeiro 2016   | Đấu vật (cổ điển)  | Hạng cân 130 kg (nam)                      |
| Bạc        | Idalys Ortiz                                                                   | Rio de Janeiro 2016   | Judo               | Hạng cân +78 kg (nữ)                       |
| Bạc        | Yasmany Lugo                                                                   | Rio de Janeiro 2016   | Đấu vật (cổ điển)  | Hạng cân 98 kg (nam)                       |
| Đồng       | Denia Caballero                                                                | Rio de Janeiro 2016   | Điền kinh          | Ném đĩa (nữ)                               |
| Đồng       | Joahnys Argilagos                                                              | Rio de Janeiro 2016   | Quyền Anh          | Hạng dưới ruồi (nam)                       |
| Đồng       | Lázaro Álvarez                                                                 | Rio de Janeiro 2016   | Quyền Anh          | Hạng nhẹ (nam)                             |
| Đồng       | Erislandy Savón                                                                | Rio de Janeiro 2016   | Quyền Anh          | Hạng nặng (nam)                            |